# Къща музей на Любен и Петко Каравелови
Комплексът къщи на Любен и Петко Каравелови е строен от местни майстори в продължение на 25 г.
Най-старата сграда е зимната сграда, построена през 1810 г. след последното кърджалийско нападение над Копривщица. Тук е експонирана етнографска композиция, която илюстрира традиционния копривщенски бит от ХІХ в. В тази сграда се помещава музейна експозиция, която разказва за живота и делото на именития българин Любен Каравелов. Най-интересният експонат тук е печатарската машина, собственост на Любен Каравелов, закупена от Сръбската държавна печатница през 1871 г. На нея, освен революционни вестници печатани от Каравелов и Ботев, след Освобождението е отпечатана и първата българска конституция – Търновската.
Втората сграда, строена през 1820 г., е стопанското помещение – сушилня и склад на копривщенски специалитети – луканки, кавърма, пастърма, наденици, етреници, кръвавици, с които търгувал бащата Стойчо Каравелов (като музеен експонат на двора може да се види коритото от борова коруба, в което домакините замесвали каймата за колбасите).
Последна е строена лятната къща с открит чардак в 1835 г. Тук семейството е живяло през лятото, в топлите месеци на годината. От 1935 г. е уредена малка сбирка в две от стаите на лятната къща. Там е имало битова подредба с портрети на Любен Каравелов и семейни снимки. „Музеен уредник“ е жената на Христо Каравелов – Нена Каравелова.
От основаването на музея негови уредници през годините са Тодор Тумангелов, Донка Кривиралчева, Кети Тумангелова, Елена Желязкова и Мария Караниколова.
Къщата е историко-етнографски музей, открит на 3 февруари 1954 г., и се намира на бул. х. Ненчо Палавеев бивш Антон Иванов №39. Стопанисва се от Дирекция на Музеите град Копривщица.